# Anna Dorothea Therbusch
Anna Dorothea Therbusch, née Liszewska le 23 juillet 1721 à Berlin où elle est morte le 9 novembre 1782, est une peintre prussienne d’origine polonaise.

## Biographie
Formée par son père, le portraitiste Georg Lisiewski (de) (1674–1751), par Antoine Pesne (1683–1757), Anna Dorothea Liszewska épousa Ernst Friedrich Therbusch (1711–1773) dont elle aura quatre enfants.
En 1760, elle connaît ses premiers succès artistiques et est nommée, l’année suivante, peintre à la cour du duc Charles II de Wurtemberg à Stuttgart. En 1763, elle est nommée peintre à la cour de Charles-Théodore de Bavière à Mannheim et travaille à Berlin en 1764.
En 1765, elle s’installe à Paris. Mal reçue par ses collègues masculins, elle présente cependant une scène de genre au Salon de 1767 et est reçue membre de l’Académie royale. Elle quitte Paris début novembre 1768, mais revient en France de temps à autre, étant sollicité en 1770 par Marc-René de Voyer d'Argenson (1722-1782), marquis de Voyer, grand connaisseur du milieu du siècle, pour dresser en son château des Ormes le portrait de sa femme et de ses trois filles "de grandeur naturelle".
En 1768, elle devient membre de l’Académie de Vienne et retourne à Berlin, l’année suivante, où elle travaillera, entre autres, pour Frédéric II de Prusse et Catherine II.
À partir de 1773, elle partage un atelier avec son frère Christoph Friedrich Reinhold Lisiewski (de) (1725–1794).
Anna Dorothea Therbusch était également membre de l’Institut de Bologne.

## Œuvre
Therbusch s’est surtout illustrée comme peintre de cour. L’essentiel de son œuvre se compose de portraits — dont des autoportraits — et de représentations mythologiques. Nombreuses de ses œuvres sont conservées au Staatliches Museum Schwerin.
- Ariane à Naxos.
- Autoportrait, Brunswick Gallery.
- Le Buveur, École nationale des beaux-arts.
- Retour de Diane de la chasse, peint pour Frédéric II.
- Dianas nymf överraskas av satyr.
- A scientist seated at his desk by candlelight.
- Portrait de Frédéric le Grand.
- Portrait de femme assise en robe à nœuds roses.
- Leçon de musique à la chandelle].

- Avant 1765 :
  - Autoportrait avec sa famille, vers 1750 ;
  - Portrait d'une dame, vers 1755 ;
  - Autoportrait au chapeau noir, 1753, huile sur toile ;
  - Portrait de Charles-Théodore de Bavière, 1763, huile sur toile, 82 × 65,5 cm, Mannheim, Reiss-Engelhorn-Museen.

- Période française (1765-1768) :
  - Un buveur, 1767, huile sur toile, morceau de réception exposé au Salon de 1767 (no 113), actuellement à l’École Nationale Supérieure des Beaux-Arts à Paris ;
  - Portrait d’une jeune femme, 1767 ;
  - Portrait de Denis Diderot, vers 1767 ;
  - Bacchante, 1765, huile sur toile ;
  - Bacchus, 1765, huile sur toile  ;
  - Sans titre (portrait d’un inconnu, Denis Diderot ?), 1768, 70,3 × 58 cm (ovale).

- Après 1768 :

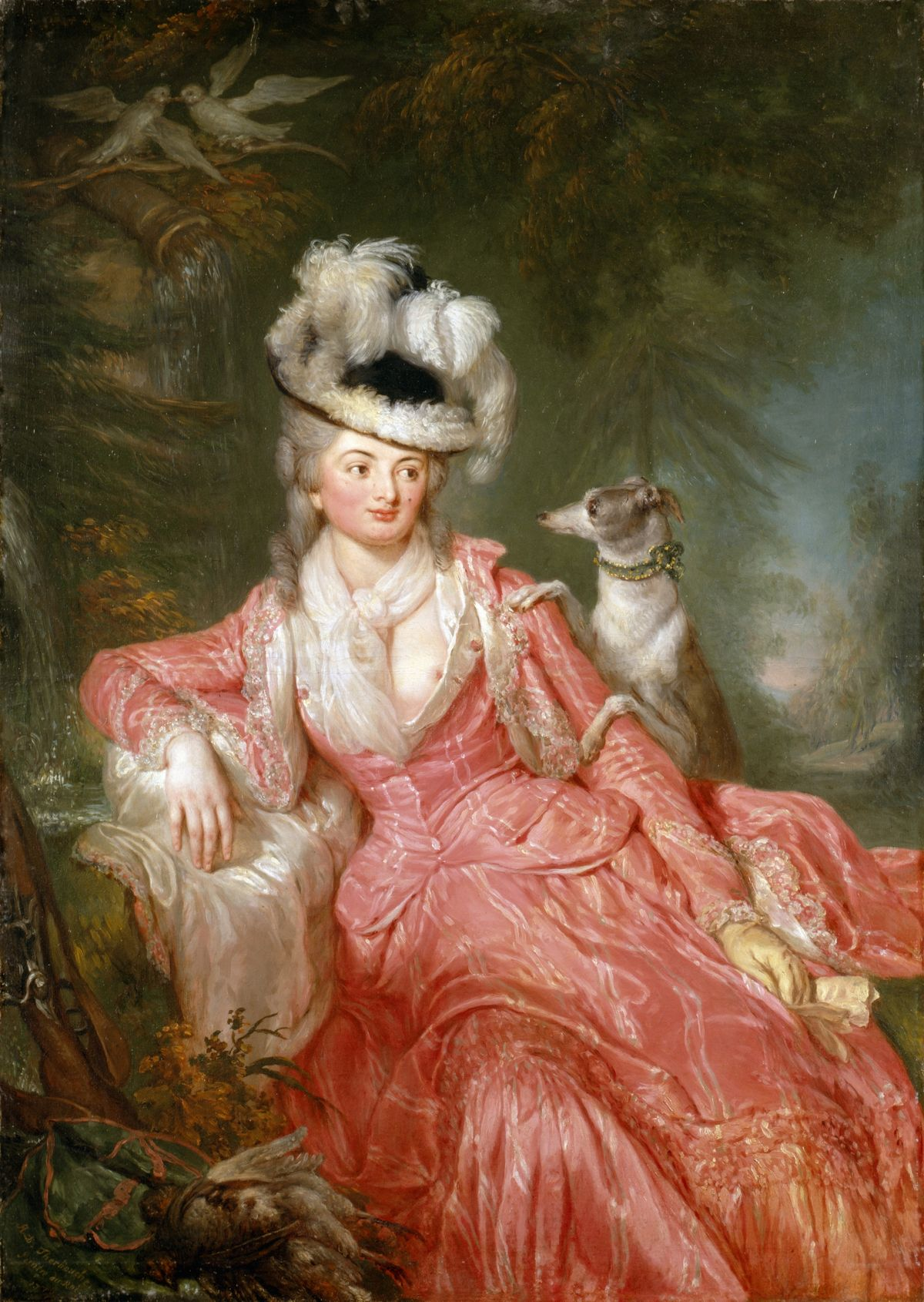
La maîtresse officielle du roi Frédéric-Guillaume II de Prusse Wilhelmine Enke de Lichtenau, 1776.

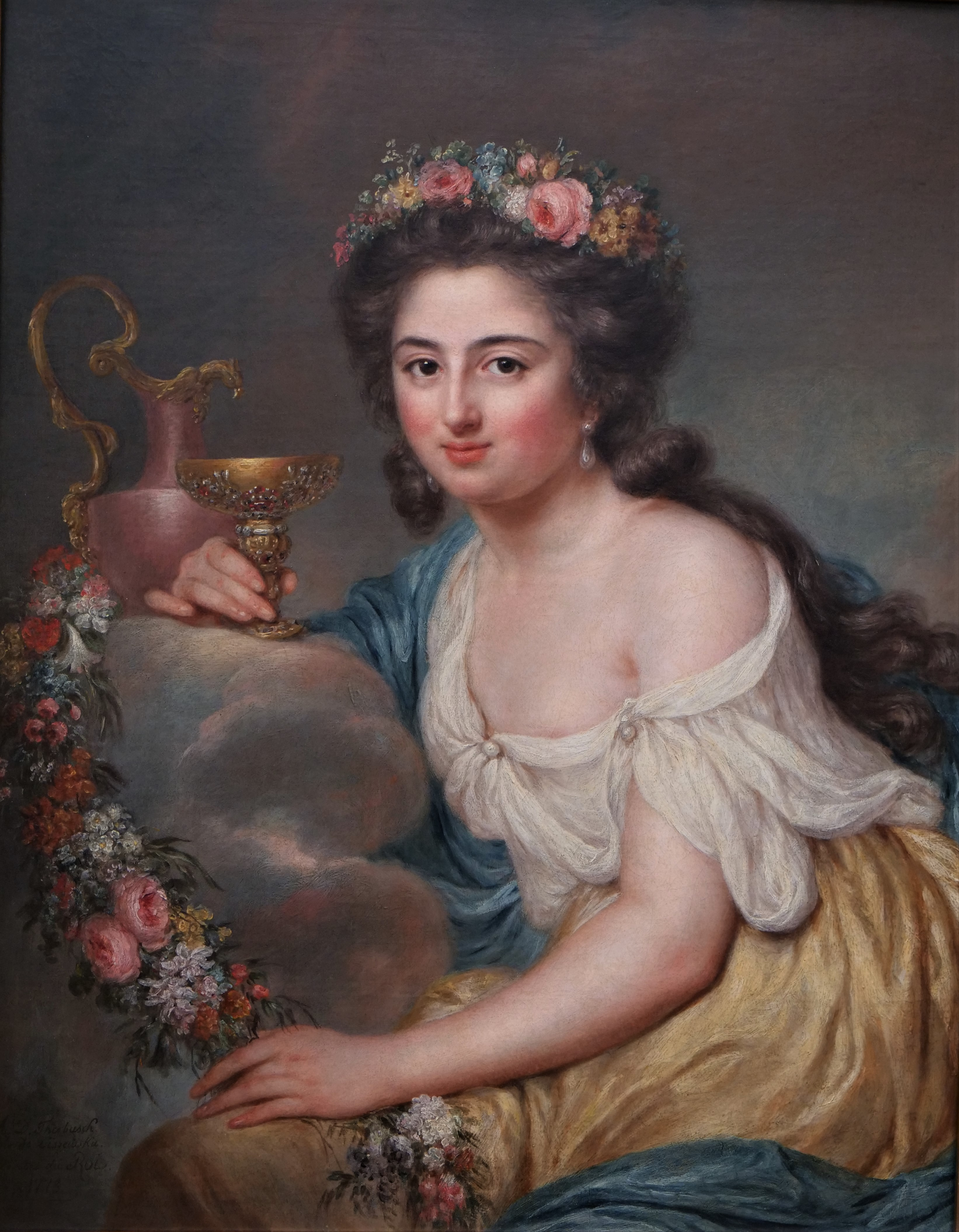
Henriette Herz, 1778

- - Portrait d’un gentilhomme portant un manteau rouge avec un ruban bleu, 1771 ;
  - Portrait de Wilhelmine Enke de Lichtenau, 1776 ;
  - Portrait de Henriette Herz, 1778, huile sur toile, 75 × 59 cm, Alte Nationalgalerie ;
  - Portrait de la Comtesse Helene von der Schulenburg (1738-1817), 1779 ;
  - Apothéose de Stanislas II Auguste Poniatowski, Roi de Pologne, 1779 ;
  - A Repentant Maiden, 1781 ;
  - Frédéric II, roi de Prusse (1712-1786), 1772, huile sur toile, Versailles ;
  - Autoportrait au monocle, 1777, huile sur toile, Gemaldegalerie, Berlin ;
  - Bübende Magdalena, 1781.